# Emilia Soares de Patrocinio
Emilia Soares de Patrocinio, född 1805, död 1886, var en brasiliansk affärsidkare. 
Hon var ursprungligen från Costa da Mina i Afrika, och hamnade i Brasilien som offer för den transatlantiska slavhandeln. År 1836 bekräftas hon som bosatt i Rio de Janeiro som slav till Teodora Maria do Patrocínio: samma år födde hon dottern Luiza. 
Hon frigavs 1839 genom att köpa sin egen frihet; men i köpebrevet förband hon sig att kvarstå i Teodoras anställning till dennas död: hon löstes från detta villkor 1857. Hon gifte sig 1839 med fågel- och grönsaksförsäljaren Bernardo José Soares (d. 1846), med vilken hon fick barnen Bernardo Soares, Antonio Bernardo Soares och Emília; 1851 gifte hon om sig med Joaquim Manuel Pereigroda. 
Hon etablerade sig redan som slav (troligen åtminstone från 1830) som affärsidkare i Rio de Janeiro. Hon sålde grönsaker, frukt och livsmedel: ursprungligen från ett hyrt stånd eller bås på torget, senare som ledare för eget företag. Hon övertog som änka även makens verksamhet. Att vara marknadsförsäljare var vanligt för frigivna slavar i Brasilien. Som före detta slav blev hon själv slavägare, och hade ett flertal slavar sysselsatta i sin affärsverksamhet. Det är bekräftat att hon ägde minst åtta slavar från 1849: år 1858 ägde hon nio slavar, ett eget hus, juveler och andra tillgångar. Hon var hovleverantör och sålde till det kejserliga brasilianska hovet. 
Hennes testamente är känt, och visar att hon lämnade en förmögenhet efter sig vid sin död. Hon lät också frige flera av sina slavar i sitt testamente.  